# Никоново (Галичский район)
Никоново — деревня в составе Дмитриевского сельского поселения Галичского района Костромской области России.

## История
Согласно Спискам населённых мест Российской империи в 1872 году деревня относилась к 2 стану Галичского уезда Костромской губернии. В ней числилось 5 дворов, проживало 16 мужчин и 22 женщины.
Согласно переписи населения 1897 года в деревне проживало 9 мужчин и 6 женщин.
Согласно Списку населённых мест Костромской губернии в 1907 году деревня относилось к Фоминской казённой волости Галичского уезда Костромской губернии. По сведениям волостного правления за 1907 год в ней числился 1 крестьянский двор и 15 жителей.
До муниципальной реформы 2010 года деревня также входила в состав Дмитриевского сельского поселения.